# Bayan, Inre Mongoliet
Bayan (kinesiska: 巴彦) är ett stadsdelsdistrikt i Kina. Den ligger i den autonoma regionen Inre Mongoliet, i den norra delen av landet, omkring 18 kilometer nordost om regionhuvudstaden Hohhot. Antalet invånare är 55544. Befolkningen består av 27 081 kvinnor och 28 463 män. Barn under 15 år utgör 6,0 %, vuxna 15-64 år 90 %, och äldre över 65 år 3,0 %.
Genomsnittlig årsnederbörd är 602 millimeter. Den regnigaste månaden är juli, med i genomsnitt 185 mm nederbörd, och den torraste är januari, med 3 mm nederbörd.